# أورنوس
بلدية أورنوس (بالإسبانية: Hornos) هي بلدية تقع في مقاطعة خاين التابعة لمنطقة أندلوسيا جنوب إسبانيا.

## الديموغرافيا
بلغ عدد سكان بلدية أورنوس 675 نسمة عام 2011 (وفقاً للمعهد الوطني للإحصاء الإسباني).
| 761 | 744 | 693 | 657 | 673 | 684 | 675 |